# Aclytia superbior
Aclytia superbior là một loài bướm đêm thuộc phân họ Arctiinae, họ Erebidae.